# Липман, Ханс
Ханс Вольфганг Липман (нем. Hans Wolfgang Liepmann; 3 июля 1914, Берлин — 24 июня 2009, Ла-Каньяда-Флинтридж, штат Калифорния, США) — американский инженер и учёный-механик, профессор аэронавтики в Калифорнийском технологическом институте.
Член Национальной академии наук США (1971).

## Биография
Родился в семье врача (директора больницы). В 1934 году семья, спасаясь от нацистов, переехала в Стамбул, где его отец заведовал гинекологическом отделением в университете. Ханс учился в университете в Стамбуле.
Получил диплом гражданского инженера в университете Аахена, степень доктора наук (тема диссертации «Die Schallgeschwindigkeit in flüssigem Sauerstoff als Funktion der Siedetemperatur bei Frequenzen von 7,5 und {\displaystyle 1,5\times 10^{6}} Hz») — в Цюрихском университете в 1938 году.
Работал в Калифорнийском технологическом институте с 1939 года в качестве научного сотрудника в области аэронавтики. Во время Второй мировой войны занимался исследованиями по аэродинамике больших скоростей, полётами вблизи звукового барьера (в трансзвуковой области).
В 1945 году стал доцентом кафедры аэронавтики, с 1946 года адъюнкт-профессор, профессор с 1949 по 1974 год. С 1974 по 1976 был профессором аэронавтики и прикладной физики, с 1976 по 1983 год профессор механики жидкости и термодинамики и 1984—1985 профессор аэронавтики. С 1985 года почётный профессор Калифорнийского технологического института. В Калифорнийском технологическом институте был также директором Высшей авиационной лаборатории с 1972 по 1985 год и исполнительным директором по аэронавтике с 1976 по 1985 год.

## Награды и звания
- 1968 — Кольцо Людвига Прандтля
- 1980 — Премия по гидродинамике[англ.] Американского физического общества
- 1985 — Премия Отто Лапорте от Американского физического общества
- 1986 — Медаль Даниэля Гуггенхайма[англ.]
- 1986 — Национальная научная медаль США
- 1993 — Национальная медаль США в области технологий и инноваций, «За выдающийся вклад в исследования в области механики жидкости»